# Konrad Hirsch
Pour les articles homonymes, voir Hirsch.
Konrad Hirsch, né le 19 mai 1900 à Eidskog et mort le 17 novembre 1924 à Surte, est un footballeur international suédois. Il évoluait au poste de défenseur.

## Biographie

### En club
Konrad Hirsch est joueur du GAIS au cours de sa carrière,.
Il meurt d'une méningite le 17 novembre 1924.
Le titre de Champion de Suède en 1924-25 figure à son palmarès à titre posthume.

### En équipe nationale
International suédois, Konrad Hirsch dispute deux matchs, sans inscrire de buts, en équipe nationale suédoise durant l'année 1924,.
Il dispute son premier match en sélection en amical le 18 mai 1924 contre la Pologne (victoire 5-1 à Stockholm).
Il dispute son dernier match lors du premier match de la finale pour la troisième place des Jeux olympiques de 1924. La Suède fait match nul 1-1 contre les Pays-Bas. L'équipe suédoise remporte le match d'appui, mais Hirsch ne dispute pas la rencontre.

## Palmarès
| \| GAIS - Championnat de Suède (1) : - Champion : 1924-25. \| |  | Suède - Jeux olympiques : - Bronze : 1924. |
| GAIS - Championnat de Suède (1) : - Champion : 1924-25.       |  |                                            |